# Eudorylas spinosus
Eudorylas spinosus är en tvåvingeart som först beskrevs av Hardy 1948.  Eudorylas spinosus ingår i släktet Eudorylas och familjen ögonflugor. Inga underarter finns listade i Catalogue of Life.